# Spencer Stone
Pour les articles homonymes, voir Stone.
Spencer Stone (né le 13 août 1992 à Sacramento) est un acteur et écrivain américano-français, ancien sergent de l'United States Air Force. En août 2015, avec Anthony Sadler et Aleksander Skarlatos, il neutralise un homme armé dans un train vers Paris. Cet acte vaut à Stone des honneurs dans son pays et à l'étranger : François Hollande, alors président de la République française, lui décerne la Légion d'honneur et la médaille d'Arras ; Stone reçoit l'Airman's Medal et la Purple Heart.
Skarlatos, Stone et Saddler ont rédigé un ouvrage autobiographique : Le 15h17 pour Paris, publié en août 2016, pour raconter les évènements autour de cet attentat. Clint Eastwood en a produit un film portant le même titre, dans lequel les trois hommes incarnent leurs propres rôles.

## Attentat du Thalys en 2015
En 2012, Stone intègre l'United States Air Force.
Alek Skarlatos, Spencer Stone et Anthony Sadler sont amis depuis l'enfance. Le 21 août 2015, alors qu'ils se trouvent en vacances, ils montent à bord du train Thalys no 9364 allant d'Amsterdam à Paris via Bruxelles. Ayoub El Khazzani, se trouvant dans la voiture no 12, armé d'un AKM et muni de 270 cartouches, tire sur un passager qui a voulu l'intercepter. Stone se jette sur le tireur et lutte au corps-à-corps contre lui, reçoit des coups de cutter dans la nuque, l'arcade sourcillère et la main (manquant de perdre son pouce). Skarlatos s'empare de l'arme de l'assaillant et le frappe avec la crosse jusqu'à ce qu'El Khazzani devienne inconscient.

## Récompenses
À la suite de cet événement, Sadler, Skarlatos et Stone reçoivent l'attention du public. Le président François Hollande leur décerne le grade de chevalier de la Légion d'honneur. Les trois hommes reçoivent les félicitations de Bernard Cazeneuve et de David Cameron. Lors d'une cérémonie au Pentagone, Stone reçoit l'Airman's Medal de l'USAF ainsi que le Purple Heart.
Avec Anthony Sadler et Alek Skarlatos, ils effectuent en avril 2018 une demande de naturalisation pour obtenir la nationalité française. Elle leur est attribuée le 20 septembre 2018 (date de publication dans le Journal officiel de la République française), et ce rétroactivement à la date de leur demande. Ils obtiennent leurs certificats de naturalisation lors d'une cérémonie organisée le 31 janvier 2019 à Sacramento en Californie avec le consulat général de France à San Francisco.

## Vie après l'attentat du Thalys
Le 8 octobre 2015 à Sacramento en Californie, alors qu'il tentait de porter secours à une femme harcelée à la sortie d'un bar, Spencer Stone a été poignardé à plusieurs reprises, le blessant grièvement touché au poumon, au cœur, au cou et au foie. Spencer Stone sort de l’hôpital le 15 octobre 2015, après y avoir passé une semaine.
Spencer Stone quitte l'armée en 2016.
Le 18 octobre 2020, à la suite d'un malaise à son arrivée à l'aéroport de Roissy, Spencer Stone est hospitalisé à son arrivée à Paris où il venait témoigner au procès de l'attentat du Thalys qui s'est ouvert le lundi 16 octobre 2020.

## Filmographie
- 2018 : Le 15 h 17 pour Paris de Clint Eastwood

## Décorations
|  |  |  |
|  |  |  |
|  |  |  |
|  |  |  |
|  |  |  |

| Basic Enlisted Medical Badge (en)     |                                       |                                       |                                       |                                              |                                              |                                              |                                              |                                                                   |                                                                   |                                                                   |                                                                   |
| Airman's Medal                        | Airman's Medal                        | Airman's Medal                        | Airman's Medal                        | Airman's Medal                               | Airman's Medal                               | Purple Heart                                 | Purple Heart                                 | Purple Heart                                                      | Purple Heart                                                      | Purple Heart                                                      | Purple Heart                                                      |
| Air Force Outstanding Unit Award      | Air Force Outstanding Unit Award      | Air Force Outstanding Unit Award      | Air Force Outstanding Unit Award      | U.S. Air Force Good Conduct Medal            | U.S. Air Force Good Conduct Medal            | U.S. Air Force Good Conduct Medal            | U.S. Air Force Good Conduct Medal            | National Defense Service Medal                                    | National Defense Service Medal                                    | National Defense Service Medal                                    | National Defense Service Medal                                    |
| Global War on Terrorism Service Medal | Global War on Terrorism Service Medal | Global War on Terrorism Service Medal | Global War on Terrorism Service Medal | Air Force Overseas Short Tour Service Ribbon | Air Force Overseas Short Tour Service Ribbon | Air Force Overseas Short Tour Service Ribbon | Air Force Overseas Short Tour Service Ribbon | NCO Professional Military Education Graduate Ribbon (en)          | NCO Professional Military Education Graduate Ribbon (en)          | NCO Professional Military Education Graduate Ribbon (en)          | NCO Professional Military Education Graduate Ribbon (en)          |
| Air Force Training Ribbon (en)        | Air Force Training Ribbon (en)        | Air Force Training Ribbon (en)        | Air Force Training Ribbon (en)        | Légion d'honneur (Chevalier) (France)        | Légion d'honneur (Chevalier) (France)        | Légion d'honneur (Chevalier) (France)        | Légion d'honneur (Chevalier) (France)        | Décoration civique de 1ère classe pour acte de courage (Belgique) | Décoration civique de 1ère classe pour acte de courage (Belgique) | Décoration civique de 1ère classe pour acte de courage (Belgique) | Décoration civique de 1ère classe pour acte de courage (Belgique) |